# Déléage
Déléage är en kommun i provinsen Québec i Kanada. Den ligger i regionen Outaouais, i den sydöstra delen av landet, 110 km norr om huvudstaden Ottawa.